# Rhinella arequipensis
Rhinella arequipensis är en groddjursart som först beskrevs av Jehan Vellard 1959.  Rhinella arequipensis ingår i släktet Rhinella och familjen paddor. Inga underarter finns listade i Catalogue of Life.